# Klätterfisk
Klätterfisk (Anabas testudineus) är en fiskart som först beskrevs av Bloch 1792.  Klätterfisk ingår i släktet Anabas och familjen Anabantidae. IUCN kategoriserar arten globalt som otillräckligt studerad. Inga underarter finns listade i Catalogue of Life.

## Egenskaper
En klätterfisk (Anabas scandens) är en ca 15 cm lång sötvattenfisk av labyrintfiskarnas familj. Med hjälp av bröstfenorna och taggar på gälarna kan den röra sig på land. Den andas i huvudsak med en luftkammare ovanför gälarna och drunknar i vatten, om den inte får möjlighet att komma upp till ytan.

## Förekomst
Klätterfisken hör hemma i tropiska Asien och Australien, men ett 25-tal besläktade arter finns i Afrika.